# Дамиан (патриарх Александрийский)
Дамиан (умер в 605) — монофизитский патриарх Александрийский.
Сириец, подвизавшийся в монастыре Энатон, после избрания патриархом пребывал в монастыре на горе Фавор.
Был склонен к монофизитству и держался в отношении Святой Троицы взглядов, схожих со взглядами Савеллия. «Божество, — говорил он, — Отца, Сына и Святого Духа составляет одну единичную сущность, так что три лица Троицы не суть Бог, каждое само по себе и отдельно, а только когда они соединены вместе». Приверженцы этого взгляда назывались дамианитами. Их противники называли их тетрадитами, потому что они признавали как бы четыре Бога — Отца, Сына, Святого Духа и Божественное Существо, в котором объединялись все три лица.